# Liga Tineretului Comunist din China
Liga Tineretului Comunist din China a fost văzut din punct de vedere istoric ca un vehicul care ar putea promova viitoarele cariere ale oficialilor Partidului Comunist Chinez, acești oficiali fiind denumiți în mod colectiv Tuanpai, cunoscut și sub numele de Fracțiunea Ligii Tineretului. 
Deși oficiali proeminenți din Liga Tineretului au ocupat posturi importante în PCC, în special secretarul general al Partidului Comunist Chinez, Hu Jintao, influența ligii a scăzut sub secretarul general al PCC, Xi Jinping.

## Istoria ligii
Fondată în mai 1920, a fost inițial numită Liga Tineretului Socialist din China.   
În timp ce Partidul Comunist Chinez a fost înființat oficial în iulie 1921, Liga Tineretului Socialist Chinez a fost organizată înainte de înființarea PCC. 
În mai 1922, s-a desfășurat primul Congres Național (chineză simplificată :全国代表大会; chineză tradițională :全國代表大會; pinyin: Quánguó Dàibiǎo Dàhuì) al Ligii sub conducerea PCC și, prin urmare, a devenit o organizație unificată în China. 
În cel de- al 3-lea Congres Național din ianuarie 1925, Liga Tineretului Socialist Chinez a fost redenumită Liga Tineretului Comunist Chinez. 
După cel de-al doilea război chino-japonez, pentru a se adapta la noua situație socială și politică, a fost redenumită oficial (engleză China New Democracy Youth League) în aprilie 1949.

## Structura ligii

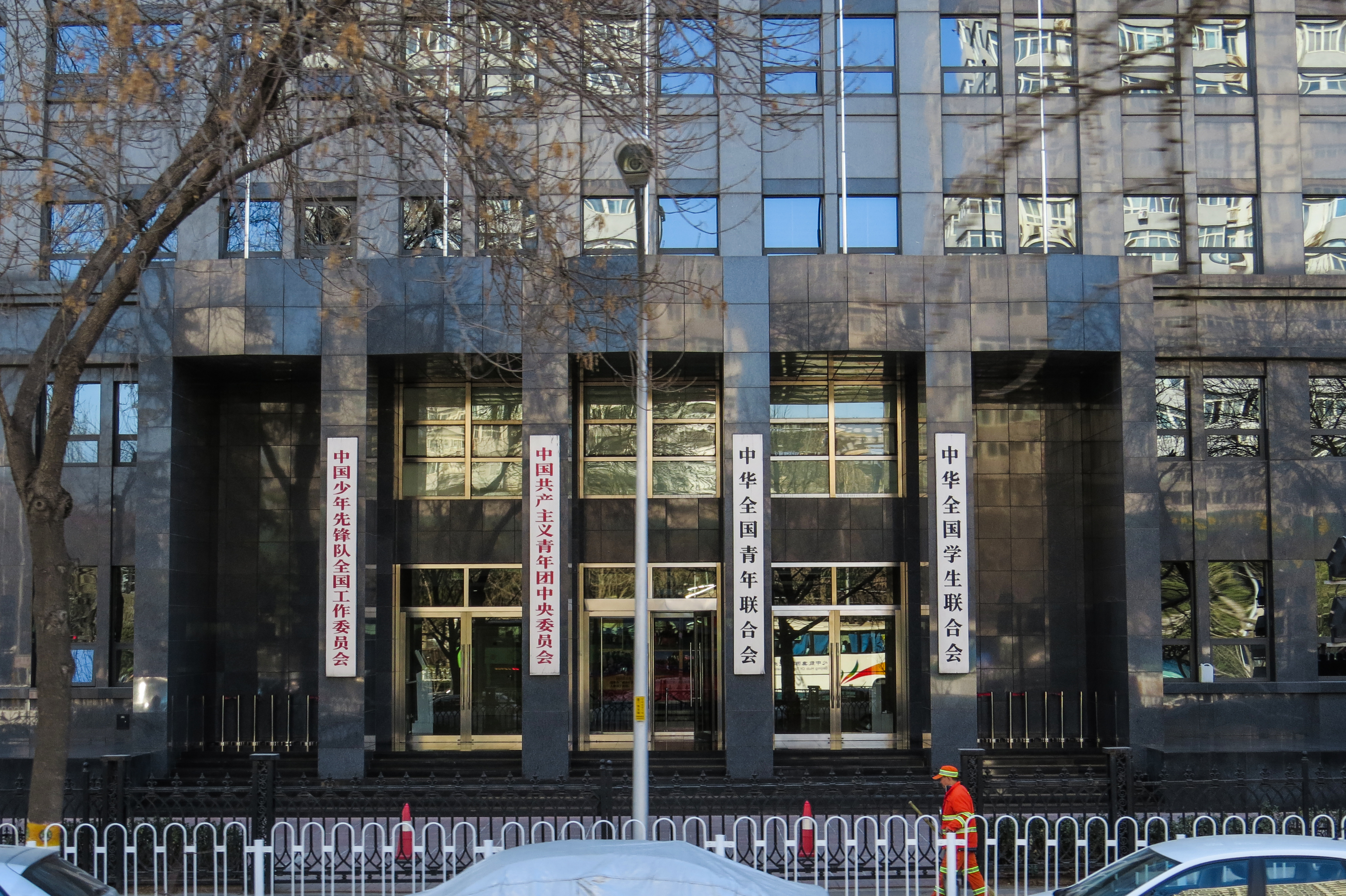
Sediul Ligii Tineretului Comunist din China

Liga este activă la fiecare nivel politic al Chinei și cel mai activ în structurile sociale care includ mulți tineri precum școli și universități. 
Până la sfârșitul anului 2002, erau aproximativ 210.000 de membri ai comitetelor organizațiilor fundamentale.(p16). 
Estimările pentru 2021 estimează numărul membrilor Youth League la peste 81 de milioane.
Grupurile locale ale ligii (inclusiv cele care sunt asociate cu instituții precum universități sau întreprinderi de stat trimit un total de 1.500 de reprezentanți la Congresul Național al Ligii, care are loc la fiecare cinci ani.(p143)
Liga administrează direct federațiile de tineret din toată China.(p19) Federația All-China Youth, la rândul său, servește ca organism consultativ pentru ligă.(p19) Federația de Tineret din toată China este, de asemenea, o organizație-umbrelă care include tinerii pionieri ai Chinei, printre alte grupuri axate pe tineri. 
(p19) Liga este, de asemenea, entitatea-mamă a altor proiecte legate de tineret, cum ar fi China Youth Development Fund. 
(p19) Liga supraveghează societățile studențești prin intermediul unuia dintre departamentele sale.
(p36) Liga operează o platformă de întâlniri într-un efort de a crește rata de fertilitate a țării.

### Venituri
Birourile și salariile personalului CYLC sunt plătite cu finanțare guvernamentală.
Angajații săi sunt funcționari publici care trebuie să promoveze examenele cerute funcționarilor publici.(p180).
Liga colectează cotizațiile de membru pe o scară variabilă, în funcție de salariul unui membru.(p126)

## Calitate de membru și formare
Definită oficial ca o „forță de rezervă” pentru PCC, scopul CYLC este de a recruta și de a pregăti tineri care ar putea deveni viitori membri și oficiali de partid. (p21)
Pe lângă membrii ligii pe care îi pregătește pentru implicarea viitoare în partid, se angajează cadre de partid tineri care conduc organizația, oferindu-le experiență pentru roluri ulterioare de conducere în alte aspecte ale partidului-stat.
Intrarea în ligă este relativ ușoară. Membrii potențiali trebuie să depună o declarație de cerere și să fie aprobați de filiala locală, care de obicei nu adoptă o poziție foarte selectivă.(p65)
Toți membrii ligii și detaliile lor personale sunt urmărite într-o bază de date cunoscută sub numele de Smart League Building.
Începând cu 2020, membrii ligii din afara Chinei trebuie să „raporteze în mod regulat situațiile personale” din străinătate.
Până la sfârșitul anului 2023, liga avea 74,167 milioane de membri și 4,316 milioane de organizații în toată China.
Printre acestea, au existat 3.000 de comitete locale, 193.000 de comitete de bază, 1.905 milioane de organizații la școli cu 38.245 milioane de membri, 910 mii de organizații de întreprindere cu 7.21 milioane de membri, 360 mii de organizații guvernamentale cu 4.419.200.000 de membri, la subdistricte, organizații de localități, comunități și sate administrative cu 21,737 milioane membri și 199 mii organizații din organizații sociale și alte domenii cu 2,556 milioane membri.

## Media
Ziarul CYLC este China Youth Daily (p114)
Pe măsură ce și-a pierdut influența politică sub Xi Jinping, liga a început să-și sporească prezența pe rețelele de socializare, făcând apel la naționalism și atacând mărci străine din China acuzate de comportament neadecvat.
Conturile de rețele sociale ale ligii s-au implicat în hărțuirea jurnaliștilor străini, inclusiv în timpul inundațiilor din Henan din 2021, când Liga Tineretului Comunist le-a cerut adepților săi de pe rețelele de socializare să găsească și să raporteze locația unui jurnalist BBC News aflat în misiune care acopera povestea. 
De asemenea, ei i-au acuzat pe reporterii străini în general că au calomniat China prin raportările lor despre inundații.
Liga a răspândit și dezinformarea Coronavirus și a atacat dizidenții chinezi. 

În 2022, contul de socializare al ligii a exclamat că: 
„Feminismul extrem a devenit o tumoare otrăvitoare pe internet”

### Imn
În 1987, a fost compus primul imn al ligii.
„Glorioasă! Liga Tineretului Comunist din China”

光荣啊！中国共青团

(Guāngróng a! Zhōngguó gòngqīngtuán), iar versurile în română  sună astfel:
„Suntem florile lui mai

Care îmbrățișăm vârsta tinereții

Suntem soarele răsare

Care aprinde viitorul cu viață

Torța Mișcării din 4 Mai,

a trezit trezirea națiunii.

O carieră magnifică,

ne inspiră să continuăm viitorul.

Glorios! Liga Tineretului Comunist din China

Glorioasă! Liga Tineretului Comunist din China.

Mama ne-a numit comunism.

Creăm o lume nouă.”

## Lista primilor secretari ai ligii
- Yu Xiusong (俞秀松): 1920–1922
- Shi Cuntong (施存统): 1922–1925
- Zhang Tailei (张太雷): 1925–1927
- Ren Bishi (任弼时): 1927–1928
- Guan Xiangying (关向应): 1928–1946
- Feng Wenbin (馮文彬): 1949–1953
- Hu Yaobang (胡耀邦): 1953–1978
- Han Ying (韩英): 1978–1982
- Wang Zhaoguo (王兆国): 1982–1984
- Hu Jintao (胡锦涛): 1984–1985
- Song Defu (宋德福): 1985–1993
- Li Keqiang (李克强): 1993–1998
- Zhou Qiang (周强): 1998–2006
- Hu Chunhua (胡春华): 2006–2008
- Lu Hao (陆昊): 2008–2013
- Qin Yizhi (秦宜智): 2013–2017
- He Junke (贺军科): 2018–2023
- Un Dong (阿东): 2023–

## Cronologia congreselor naționale ale ligii
- Primul Congres Național (Liga Tineretului Socialist): 5–10 mai 1922
- Al doilea Congres Național (Liga Tineretului Socialist): 2–25 august 1923
- Al treilea Congres Național (Liga Tineretului Socialist): 26–30 ianuarie 1925
- Al 4-lea Congres Național: 10–16 mai 1927
- Al 5-lea Congres Național: 12–16 iulie 1928
- Al 6-lea Congres Național: 11-18 aprilie 1949
- Al 7-lea Congres Național: 23 iunie-2 iulie 1953
- Al 8-lea Congres Național: 12–25 mai 1957
- Al 9-lea Congres Național: 11–29 iunie 1964
- Al 10-lea Congres Național: 16–26 octombrie 1978
- Al 11-lea Congres Național: 20–30 decembrie 1982
- Al 12-lea Congres Național: 4–8 mai 1988
- Al 13-lea Congres Național: 3–10 mai 1993
- Al 14-lea Congres Național: 19–25 iunie 1998
- Al 15-lea Congres Național: 22–26 iulie 2003
- Al 16-lea Congres Național: 10-13 iunie 2008
- Al 17-lea Congres Național: 17–21 iunie 2013
- Al 18-lea Congres Național: 26–29 iunie 2018 [7]
- Al 19-lea Congres Național: 19–22 iunie 2023[8]